# Elizabeth Field
Elizabeth Janet Field (Santa Rosa, 4 dicembre 1990) è una pallavolista statunitense.
Gioca nel ruolo di centrale nel LiigaPloki.

## Biografia
Elizabeth Field nasce a Santa Rosa, in California. Figlia di Evan and Kristin Field, ha tre sorelle di nome Alison, Caitlin e Theresa. Si diploma nel 2009 alla Santa Rosa High School, mentre in seguito studia chimica alla Wichita State University.

## Carriera

### Club
Inizia la sua carriera nei tornei scolastici statunitensi, ai quali prende parte con la formazione della Santa Rosa HS per quattro anni. Al termine delle scuole superiori, entra a far parte della squadra di pallavolo femminile della Wichita State, disputando la NCAA Division I dal 2009 al 2013, saltando tuttavia la prima edizione.
Nella stagione 2014-15 si trasferisce in Repubblica Ceca, dove firma il primo contratto professionistico della propria carriera col Královo Pole di Brno, club impegnato in Extraliga. Nella stagione seguente approda nella 1. Bundesliga tedesca, difendendo i colori del Fischbek di Amburgo.
Nel campionato 2016-17 gioca in Finlandia, partecipando alla Lentopallon Mestaruusliiga col LiigaPloki, mentre nel campionato seguente disputa la Divizia A1 rumena con la Dinamo Bucarest.
Fa quindi ritorno al LiigaPloki nella stagione 2018-19.